# Grandate
Grandate (lombardul: Grandaa) település Olaszországban, Lombardia régióban, Como megyében. Lakosainak száma 2845 fő (2023. január 1.). Grandate Casnate con Bernate, Luisago, Villa Guardia, Como és Montano Lucino községekkel határos.

## Népesség
A település lakossága az elmúlt években az alábbi módon változott:
| Lakosok száma | 2865 | 2856 | 2845 |
|               | 2017 | 2018 | 2023 |